# 陳國富 (商人)
陳國富（英語：Chan Kwok Foo，1956年—），生於英屬香港, 美國冒險樂園副主席兼董事總經理，太興飲食集團副主席，Hey Yo!及麵包新語（深圳及廣州）董事總經理，經營Pappagallo及Jumpingym Digital Entertainment等。